# Горець (сезон 4)
Четвертий сезон фантастичного телесеріалу «Горець» складався з 22 серій, що вийшли на екран у 1995—1996 роках. Першу серію сезону показали на американському телебаченні 25 вересня 1995 року, останню — 26 травня 1996 року. Четвертий сезон серіалу «Горець» продовжує розповідь про пригоди Дункана Мак-Лауда, 400-літнього Безсмертного, який може померти лише від обезголовлення. Він намагається жити життям звичайної людини, але доля неминуче втягує його знову у змагання між Безсмертними — так звані Збори, в яких усі Безсмертні прагнуть вбити один одного, адже в результаті має лишитися лише один з них, який володітиме усією силою.

## У ролях
Головного персонажа — Безсмертного Дункана Мак-Лауда — як і в попередніх сезонах, грає Едріан Пол. Провідні ролі (тобто ті, що заявлені в титрах у вступній заставці), грають наступні актори:
- Стен Кірш — Річард «Річі» Раян, молодий Безсмертний, друг Мак-Лауда. Персонаж з'являється лише в «американській» половині серій, у 3—5, 8—10 і 12—13 серіях;
- Джим Бірнс[en] — Джозеф «Джо» Доусон, смертний, член таємної організації Спостерігачів, Спостерігач Мак-Лауда і його друг. Володіє блюз-баром «У Джо». Як і попередній персонаж, заявлений у титрах усіх епізодів, проте з'являється лише у серіях № 1—2, 4, 7, 11, 13 і фіналі сезону;

Також у деяких епізодах сезону з'являються провідні персонажі минулих сезонів. Так, у 2-й серії («Brothers in Arms») персонаж Філіпа Акіна, смертний Чарлі Де-Сальво намагається помститися Безсмертному за вбивство своєї коханої, але гине сам. У 4-й серії («Leader of the Pack») у спогадах Мак-Лауда з'являється його смертна кохана, Тесса Ноель, яку грає Александра Вандернут. Лайза Говард, яка виконує роль ще однієї коханки Мак-Лауда, лікаря Енн Ліндсі, грає у 6-му («Reunion») та у 12-му («The Blitz») епізодах. Її героїня у 12-му епізоді народжує доньку й отримує від Мак-Лауда у подарунок будинок, який той раніше придбав і відбудував.
Другорядні персонажі, що були і в попередніх сезонах:
- Аманда (Елізабет Грейсен) — Безсмертна крадійка і аферистка, коханка Мак-Лауда. З'являється в епізодах з 5-го по 7-й («Double Eagle», «Reunion», «The Colonel») та в 16-му і 17-му («Methuselah's Gift», «The Immortal Cimoli»); в останньому з них Аманда їде з Дунканом на циркові гастролі до Москви та, ймовірно, лишається там або продовжує подорожувати вже без Мак-Лауда;
- Мітос (Пітер Вінгфілд[en]) — найстаріший Безсмертний і водночас член Товариства Спостерігачів. Із розвитком сюжету Мітос із простого знайомого перетворюється на друга Мак-Лауда, усіма силами підтримуючи і захищаючи його попри свою показову нейтральність і цинічний погляд на життя. У фіналі сезону, Мітос, який до цього вміло грав за дві сторони — Безсмертних і Спостерігачів, змушений обирати між них, тому виходить із Товариства і зникає у невідомому напрямку. У цьому сезоні цей персонаж має набагато більше екранного часу, з'являючись в 10-му («Chivalry»), 11-му («Timeless»), 14-му («Deliverance»), 16-му («Methuselah's Gift»), 18-му («Through a Glass, Darkly»), 20-му («Till Death»), 21-му («Judgment Day») і 22-му («One Minute to Midnight») епізодах.

Епізодичні персонажі, що були в попередніх сезонах:
- Г'ю Фіцкерн (Роджер Долтрі) — Безсмертний, друг Мак-Лауда. Загинув у 3-му сезоні, тому персонаж є лише у сценах спогадів Мак-Лауда в 20-му епізоді («Till Death»);
- Ксав'є Сен-Клод (Роланд Гіфт[en]) — Безсмертний, найманий вбивця, ворог Мак-Лауда. Вбитий Дунканом у 3-му сезоні, діє у спогадах Мак-Лауда і антагоніста епізоду в 19-й серії («Double Jeopardy»);
- Кенні (Майлз Фергюсон[en]) — 10-річний (на вигляд) Безсмертний, учень Аманди. З'являється в 6-му епізоді («Reunion»);
- Рене Делейні (Стейсі Тревіс[en]) — смертна, спеціальний агент. З'являлася у двосерійному епізоді «Unholy Alliance» 2-го сезону, у цьому сезоні з'являється в 19-му епізоді «Double Jeopardy»: її персонаж прибуває до Парижу для розслідування серій злочинів, підозрюючи в них Ксав'є Сен-Клода.
- Джеймс Хортон (Peter Hudson) — очільник Спостерігачів-відступників, вбитий Мак-Лаудом у фіналі 2-го сезону. Персонаж з'являється у спогадах інших персонажів.

Серед інших епізодичних персонажів можна зазначити Рейчел Мак-Лауд (Крістін Мінтер) — смертну, сучасну представницю клану Мак-Лаудів (серії 1-ша «Homeland», 14-та «Deliverance» і 15-та «Promises»), та Шона Бернса (Майкл Дж. Джексон) — Безсмертного, друга Мак-Лауда (серії 14-та «Deliverance» і 20-та «Till Death»). У 5-му епізоді («Double Eagle») у камео з'являється режисер цього та низки інших епізодів серіалу, Маріо Адзопарді. У 15-й серії («Promises») одну зі своїх перших ролей на телебаченні грає відома у майбутньому австралійська акторка Пета Вільсон.

## Саундтрек
Як і в минулих сезонах, у музичному вступі до епізодів звучить «фірмова» для франшизи пісня групи Queen «Princes of the Universe» з їх альбому 1986 року «A Kind of Magic». У першому епізоді, у деяких сценах, зокрема, у сцені повернення Дункана до рідного шотландського села, грає традиційна ірландська пісня «Bonny Portmore» у виконанні американської співачки Laura Creamer. У 10-му епізоді («Chivalry») серед мелодій звукового супроводу — композиція «Петрик і вовк» Сергія Прокоф'єва.

## Серії
| № у серіалі | № у сезоні | Назва (укр.)            | Назва (англ.)           | Режисер(и)        | Сценарист(и)                   | Перший ефір у США | Перший ефір українською | Код серії |
| --- | ---------- | ----------------------- | ----------------------- | ----------------- | ------------------------------ | ----------------- | ----------------------- | --------- |
| 67 | 1×04       | «Батьківщина»           | Homeland                | Едріан Пол        | David Tynan                    | 25 вересня 1995   | Буде оголошено          | 95401     |
| Дія четвертого сезону, на відміну від минулих, починається не у вигаданому американському місті Сікувер, а у Парижі. На аукціоні виробів мистецтва Дункан Мак-Лауд раптово бачить старовинний кельтський браслет, який він дуже давно подарував своїй смертній коханій Дебрі Кемпбелл (Лорі Голден) і який був похований разом із нею. Купивши браслет за неймовірну суму в 100 тис. франків, Дункан дізнається від продавця, що браслет дійсно потрапив на аукціон з шотландського містечка Гленфіннан, що на березі озера Лох-Шил — батьківщини Мак-Лауда. Дункан вирушає до Шотландії, щоб повернути браслет у могилу своєї коханої. У Гленфіннані його несподівано зустрічає Джо Доусон. Мак-Лауд дізнається, що в його рідному селі кояться дивні речі: хтось розкрадає давні могили, і навіть вбиває місцевих, причому метод убивств схожий на стародавній вид страти «Кривавий орел» — фірмовий знак вікінга Кенвульфа Руйнівника (Карстен Ньоргор), який за місцевою легендою, вже понад 800 років сіє смерть на цих землях. Тим часом Мак-Лауд шукає в околицях села могилу Дебри — жінка загинула у нещасному випадку, проте церква розцінила це як самогубство, тому Дебру мусили поховати на неосвяченій землі. Знайшовши могилу та повернувши браслет, Дункан все ж вирішує залишитися у Гленфіннані, щоб розібратися із вбивствами — як представник клану Мак-Лаудів він вважає, що повинен захистити місцевих мешканців. Дункан дізнається від Доусона про існування місцевої легенди про Кенвульфа, і переконаний, що Кенвульф може бути Безсмертним — у 1624 році той напав на поселення Мак-Лаудів і вбив батька Дункана. Самого Дункана на той час вже вигнали з клану після його воскресіння; ще не розуміючи своєї сутності та правил Гри, Дункан сходиться з Кенвульфом у двобої та заколює його. Гадаючи, що вікінг помер, Дункан ховає його і його зброю — бойову сокиру — окремо, щоб вікінг у Вальгаллі був без зброї. У сучасному Гленфіннані Мак-Лауд викриває, що місцевий священник, отець Леєрт — це Кенвульф, який прагне знайти свою сокиру, закопану Дунканом сотні років тому в околицях села. Він вимагає від Мак-Лауда повернути йому сокиру, інакше криваві вбивства продовжуватимуться. Дункан повертає Кевульфу сокиру та викликає його на дуель, щоб знову помститися за смерть свого батька. У двобої Мак-Лауд обезголовлює вікінга.                                                                       |            |                         |                         |                   |                                |                   |                         |           |
| 68 | 2×04       | «Брати по зброї»        | Brothers in Arms        | Charles Wilkinson | Morrie Ruvinsky                | 2 жовтня 1995     | Буде оголошено          | 95402     |
| Дункан Мак-Лауд і Джо Доусон повертаються з Шотландії до США. В аеропорту Сан-Франциско вони стають свідками, як снайпер двічі стріляє в чоловіка, в якому Дункан відчуває Безсмертного. Мак-Лауд наздоганяє снайпера — ним виявляється його старий друг Чарлі Де-Сальво, колишній власник спортзалу, що зараз належить Дункану. Чарлі розповідає, що чоловік, якого він хотів убити, раніше вбив Мару (Ліліана Коморовська) — жінку, яку покохав Чарлі. Дункан дозволяє Чарлі втекти. Тим часом, Доусон, що лишився допомогти застреленому, впізнає в ньому сержанта Ендрю Корда (Вольфганг Бодісон), який врятував йому життя у В'єтнамі — саме тоді Джо втратив обидві ноги і саме тоді йому запропонували вступити до Товариства Спостерігачів. Чарлі приходить до Дункана, здивований тим, що ніде, ані в ЗМІ, ані в поліції невідомо про вбивство в аеропорту. Він розповідає, що разом із Марою воював за свободу однієї балканської країни, батьківщини Мари, і що Ендрю Корд постачав повстанцям зброю, яка виявилася дефектною і призвела до великих людських втрат серед повстанців. Не наважуючись розповісти Чарлі про Безсмертних, Дункан розривається між дружбою з Чарлі та дружбою з Джо Доусоном, який просить Дункана не чіпати Корда, якому завдячує життям. Чарлі дізнається, що Корд живий і продовжує полювати на нього, в той час як Дункан усіма силами намагається цьому завадити, адже розуміє, що смертний занадто слабкий проти Безсмертного. Зрештою, Корд вбиває Чарлі, який помирає на руках у Дункана. Мак-Лауд виконує давню обіцянку: розказує помираючому Чарлі про Безсмертних і обіцяє вбити Корда за нього. Він викликає Корда на дуель і вбиває його. В останній сцені епізоду Дункан розриває стосунки з Доусоном, адже вважає, що саме їхня дружба, що стала між Мак-Лаудом і Кордом, спричинила загибель Чарлі. |            |                         |                         |                   |                                |                   |                         |           |
| 69 | 3×04       | «Невинний»              | The Innocent            | Денніс Беррі      | Alan Swayze                    | 9 жовтня 1995     | Буде оголошено          | 95403     |
| Біля міжміської траси Річі Раян зустрічає Майкі (Прюїтт Тейлор Вінс) — розумово відсталого чоловіка, який виявляється Безсмертним. Річі хоче допомогти йому і захистити, тому привозить Майкі до Мак-Лауда. Останній, своєю чергою, впевнений, що опіка над божевільним Безсмертним може завдати Річі клопоту. Дункан має рацію: дуже скоро за Майкі приходить Безсмертний, на ім'я Тайлер Кінг (Каллум Кіт Ренні), який вбив колишнього опікуна Майкі, а тепер хоче здобути і голову Майкі. Дункан і Кінг починають двобій, але це бачить Майкі, який у розпачі тікає та бродить по вулицях міста, аж поки його не заарештовує поліція. Дункан і Річі звільняють його з-під арешту, Річі планує відвезти Майкі до заміського приватного інтернату, який стоїть на святій землі, тому Майкі там буде в безпеці. Майкі не хоче лишати Річі, але Дункан пропонує по дорозі до інтернату відвідати залізничне депо — Майкі обожнює поїзди та все, що з ними пов'язано. У депо їх вистежує Кінг; захищаючи Майкі, Дункан вступає з Кінгом у двобій та обезголовлює його. У цей час Майкі знову заарештовує поліція, цього разу звинувативши його у вбивстві свого опікуна та його дружини. Засмучений, Майкі відбивається від поліцейських і несвідомо скручує одному з них голову; вони з Річі тікають. Після дуелі з Кінгом Мак-Лауд знаходить мертвого поліцейського й усвідомлює, що Майкі не такий вже і невинний, як здається. Наздогнавши Річі та Майкі, Дункан допитується в останнього подробиці загибелі його опікуна — виявляється, що Майкі, переховуючись із дружиною опікуна, коли той бився з Кінгом, несвідомо задушив її. Дункан переконує Річі, що Майкі не зможе вічно ховатися від поліції та інших Безсмертних, до того ж він вже вбив двох людей, тому милосердніше буде відтяти йому голову. Річі доводиться ухвалити рішення, що вимагає від нього неабиякої мужності та зрілості — він вирішує власноруч вбити Майкі. |            |                         |                         |                   |                                |                   |                         |           |
| 70 | 4×04       | «Ватажок зграї»         | Leader of the Pack      | Mario Azzopardi   | Lawrence Shore                 | 16 жовтня 1995    | Буде оголошено          | 95404     |
| Річі випадково на вулиці зустрічає хлопця, на ім'я Марк Роска, в якому він з подивом впізнає вуличного грабіжника, який кілька років тому при спробі пограбування вбив Тессу Ноель та самого Річі (який після цього ожив як Безсмертний). Річі вистежує молодика та нападає на нього, проте втручається поліція і Річі заарештовують; пізніше Мак-Лауд визволяє свого молодого друга з-під арешту. Річі вимагає помсти, проте Мак-Лауд, після важких роздумів відмовляється від помсти: Роска начебто живе тихим, законослухняним життям разом із своєю вагітною подружкою, а вбивством Роски Тессу не повернеш, тому помста не має жодного сенсу. Тим часом, Мак-Лауд, якого запросили до місцевого університету вести семінар із середньовічної зброї, після однієї з лекцій зустрічає поблизу вишу свого старовинного ворога, Каніса (Луїс Феррейра), який має звичку зацьковувати своїх суперників собаками, щоб знесиленому ворогу можна було легше відтяти голову. Тепер Каніс зі своєю зграєю полює на Мак-Лауда. Його собаки нападають на Дункана, але тому вдається відбитися, вбивши одну з них, і втекти. Зрештою Каніс прямо викликає Мак-Лауда на двобій та нацьковує на нього собак, проте Дункан вдало відволікає собак Каніса іншим собакою — тічкуючою самкою — і, лишившись із Канісом сам на сам, перемагає його у двобої та обезголовлює. Річі зрештою вистежує Марка Роску і намагається його вбити, проте, усвідомлюючи, що не може просто так вбити беззахисну людину, зрештою відпускає його. |            |                         |                         |                   |                                |                   |                         |           |
| 71 | 5×04       | «Двоглавий орел»        | Double Eagle            | Mario Azzopardi   | David Tynan                    | 23 жовтня 1995    | Буде оголошено          | 95405     |
| У 1888 році Безсмертний, на ім'я Кіт О'Брейді (Ніколас Кемпбелл), який володів салуном «Подвійний орел» у Сан-Франциско, програв його у покер Аманді. Нова господарка перейменувала салун на «Пікову даму»; з тих часів в О'Брейді почалася нещаслива смуга, в якій він звинувачує Аманду та навіть присягнувся вбити її за першої-ліпшої нагоди. О'Брейді з'являється у сучасному Сікувері, плануючи придбати скакового коня, якого звуть Подвійний орел, та виграти на перегонах, тим самим завершивши 107-річну смугу невдач. О'Брейді просить допомоги у Мак-Лауда. Того ж дня з подорожі повертається Аманда та оселяється у Дункана. Тепер Мак-Лауду доводиться докласти неабияких зусиль, щоб ці двоє близьких йому людей, які ненавидять один одного (О'Брейді начебто підпалив свій колишній салун, щоб дошкулити Аманді), ніколи не зустрілися віч-на-віч. Власник коня, якого хоче купити О'Брейді, підійняв ціну майже вдвічі, тому Кіт, в якого бракує грошей, просить Мак-Лауда стати співвласником коня, що і відбувається завдяки низці непорозумінь. Ввечері того ж дня О'Брейді та Аманда випадково зустрічаються у будинку Мак-Лауда; сповнені ненависті один до одного, вони починають двобій, але раптом Дункан зізнається, що віддав свою долю у володінні конем Аманді, тому тепер вона і Кіт — співвласники коня. Дуелянти знехотя розходяться, пообіцявши відновити бій наступного дня, після завершення перегонів, у яких бере участь їхній спільний кінь. Мак-Лауду зрештою вдається їх примирити, знайшовши в архівах докази того, що Кіт ніяк не міг спалити салун «Подвійний орел», бо в той день був далеко від Сан-Франциско. В українському перекладі назва епізоду перекладена не зовсім вірно: Подвійний орел — це назва золотої 20-доларової монети, яку почали карбувати після початку «золотої лихоманки» в Каліфорнії. «Орлом» називали монету номіналом у 10 доларів, тому double eagle — це подвійний (двічі по 10), а не двоглавий (англ. double-headed) орел. У сцені спогадів Мак-Лауда, які відносяться як раз до часів розквіту «золотої лихоманки», один з персонажів прямо заявляє, що «подвійний орел» — це монета. |            |                         |                         |                   |                                |                   |                         |           |
| 72 | 6×04       | «Нова зустріч»          | Reunion                 | Dennis Baxter     | Elizabeth Baxter               | 30 жовтня 1995    | Буде оголошено          | 95406     |
| Відомий з минулого сезону Безсмертний Кенні, який має вигляд 10-літнього хлопчика, рятується від Безсмертного Теренса Кінкейда (Майкл Престон) у лікарні, де працює Енн Ліндсі, колишня коханка Мак-Лауда. Енн знає про природу Безсмертних, тому, дізнаючись, що Кенні також один із них, ховає його у лікарняній каплиці та звертається до Мак-Лауда по допомогу. Дункан пам'ятає, що Кенні — не безневинний хлопчик, а підлий 800-літній вбивця, проте погоджується прихистити його рівно на одну ніч, коли дізнається, хто саме на нього полює. 1778 року Дункан, перебуваючи на кораблі, яким командував Кінкейд, переконав бунтівних матросів не відсікати капітану голову, а залишити його на безлюдному острові без їжі та води, тому у Кінкейда свій рахунок до Мак-Лауда. Вдома у Дункана Кенні зустрічає Аманду; виявляється, що саме Аманда у 1182 році знайшла Кенні, який став Безсмертним після того, як нормани вбили його та його сім'ю, та стала його першим вчителем. У сучасному світі Аманда знову прагне піклуватися про Кенні, створюючи подібність родини, яку Безсмертний не може мати. Дункан, який пам'ятає як Кенні намагався вбити його та Енн, не в захваті від цієї ідеї та намагається попередити Аманду про підступність Кенні, але та не вірить. Від заздрості та люті від того, що Аманда і Дункан близькі друзі, Кенні таємно змовляється з Кінкейдом, обмінюючи свою голову на голову Мак-Лауда. Удаючи з себе втікача у небезпеці, він заманює Аманду з Дунканом у доки, де Мак-Лауда зустрічає Кінкейд. У важкому двобої Дункан вбиває Кінкейда, а Аманда, переконавшись у підступності Кенні, кидає йому виклик, але хлопець-Безсмертний втікає. Цікавий факт: сюжетне продовження подій зі спогадів Мак-Лауда можна спостерігати у 1-му епізоді 3-го сезону («Самурай»), де того ж 1778 року Мак-Лауд опиняється на берегах Японії після корабельної аварії, у тому самому одязі, в якому був у цьому епізоді. |            |                         |                         |                   |                                |                   |                         |           |
| 73 | 7×04       | «Полковник»             | The Colonel             | Денніс Беррі      | Drunford King                  | 12 листопада 1995 | Буде оголошено          | 95407     |
| У Франції 1918 року Дункан Мак-Лауд став свідком того, як після офіційного завершення Першої світової війни Безсмертний полковник Саймон Кілліан, прагнучи слави, посилає свій полк в останню криваву атаку проти німців. На військово-польовому суді саме свідчення Мак-Лауда призвели до засудження Кілліана на смерть, проте Дункан переконав суддів, що Кілліан психічно хворий та має отримати довічне ув'язнення у відповідній лікарні. Через 70 років, Кілліан повертається, щоб помститися Горцю. Його помічники викрадають Мак-Лауда, але йому вдається втекти. Тим часом Аманда знайомиться у барі «У Джо» з молодою злодійкою Меліссою, для якої крадіжки — це лише розвага і засіб пережити сильні емоції. Колишня авантюристка, Аманда бере під опіку Меліссу, яка, захоплюючись своєю наставницею, починає у всьому імітувати її, аж до зачіски та одягу. Кілліан, який все ще плекає плани помсти, викрадає Мелісу, переплутавши її з Амандою. Коли Кілліан дізнається про свою помилку, він підкидає напівживу Меліссу Мак-Лауду; той, розлючений, знаходить Кілліана та викликає його на двобій, проте поплічники колишнього полковника розстрілюють Дункана. Оживши, Мак-Лауд опиняється у клітці-камері, де за задумом Кілліана має провести наступні 70 років (або вічність, якщо Кілліана — єдиного, хто знає місцезнаходження камери — вб'ють). Аманда, яка раніше намагалася помирити Дункана із Джо Доусоном, Спостерігачем Мак-Лауда та колишнім другом, звертається до Джо про допомогу: спростувати або підтвердити смерть Мак-Лауда, в останньому випадку — ще підказати, де шукати Кілліана. Джо знехотя погоджується; від Спостерігача Кілліана він дізнається, що Дункан живий та зачинений у клітці на покинутій військовій базі. Аманда рятує Мак-Лауда, який вступає у двобій із Кілліаном і перемагає. Аманда, засмучена долею Меліси, яка прагнула наслідувати Аманду, через що потрапила до лікарні, вирішує на деякий час покинути Сікувер. Перед розлученням із Дунканом, Аманда просить його спробувати примиритися із Джо Доусоном, бо життя смертного занадто коротке. |            |                         |                         |                   |                                |                   |                         |           |
| 74 | 8×04       | «Герої мимоволі»        | Reluctant Heroes        | Neill Fearnley    | Scott Peters                   | 19 листопада 1995 | Буде оголошено          | 95408     |
| Мак-Лауд та Річі Раян стають свідками спроби вбивства власника мінімаркету, Девіда Маркума (Кевін Мак-Налті). Дункан рятує його, проте випадкова куля смертельно ранить дружину Маркума, Еліс. Коли Мак-Лауд і Річі кидаються навздогін за кілером, виявляється, що це Безсмертний, на ім'я Кінмен (Пітер Аутербридж). Дункан вступає з ним у двобій, але втручається поліція, яка заарештовує Кінмена. Наступного дня з'являється агент ФБР Кейла Брукс (Джил Тід), яка просить Дункана і Річі дати свідчення в суді проти Кінмена, але Мак-Лауд удає, що нічого не знає про інцидент. Тому є причини: по-перше, Безсмертним не можна виступати на людях, зокрема, в суді. По-друге, у 1712 році, при дворі англійської королеви Анни, Кінмен вбив друга Мак-Лауда, Денніса Кітінга, тому Дункан прагне помститися вбивці, проте це видається вкрай важким, якщо той перебуватиме у в'язниці. Плекаючи помсту, Мак-Лауд не розповідає нічого ані ФБР, ані поліції, проте не може встояти перед Девідом Маркумом, який благає його дати свідчення проти Кінмена. Дункан дізнається, що Маркум заборгував велику суму одному небезпечному чоловікові, на ім'я Вінс Петровіц, який, найімовірніше і був організатором нападу. Тим часом, Кінмен тікає з-під варти під час перевезення до в'язниці; як виявляється, агент ФБР Брукс — коханка Кінмена, яка влаштувала його втечу. Кінмен вбиває Кейлу Брукс і приходить до Петровіца, вимагаючи грошей. Там його вистежує Мак-Лауд, який у двобої обезголовлює Кінмена. |            |                         |                         |                   |                                |                   |                         |           |
| 75 | 9×04       | «Гнів Калі»             | The Wrath of Kali       | Duane Clark       | David Tynan                    | 26 листопада 1995 | Буде оголошено          | 95409     |
| Університет, в якому викладає Мак-Лауд, купує для своєї колекції старовинну і коштовну бронзову статую індуїстської богині Калі, якій вклонялися члени зниклої секти тагів — вбивць-душителів. Її творець, Безсмертний, на ім'я Камір (Кабір Беді), прибуває до Сікувера з метою забрати статую назад до Індії та, зустрівши шалений опір професора Шандри Дівейн (Віна Суд), яка досліджує статую, звертається по допомогу до Дункана, з яким знайомий з 1760-х років. Мак-Лауд єдиний, хто знає, що Камір — останній представник секти тагів. Дункан дізнається, що Камір вбив смертного, скупника раритетів, який продав статую Калі університету, проте Камір вважає, що не Мак-Лауду його засуджувати, бо він — жрець Калі і діяв згідно законів своєї релігії. Зрештою, Мак-Лауд забирає з університету статую і віддає Каміру, наказавши залишити США найпершим авіарейсом. Проте Камір планує вбити також, Шандру Дівейн, яку вважає зрадницею своєї країни та релігії. Заступаючись за смертну, Дункан вимушений битися на дуелі з Каміром і вбити його. |            |                         |                         |                   |                                |                   |                         |           |
| 76 | 10×04      | «Лицарство»             | Chivalry                | Paolo Barzman     | Michael O'Mahoney, Sasha Reins | 3 грудня 1995     | Буде оголошено          | 95410     |
| Близько 350 років тому Мак-Лауд кохав Безсмертну, на ім'я Крістін Жіль (Енн Туркел), яка навчила його шляхетним манерам, проте, коли Дункан покинув її заради іншої, Крістін вбила його нову коханку. Через багато років Крістін, власниця мережі модельних агентств, відкриває філіал у Сікувері. Випадково познайомившись із Річі, вона з легкістю спокушає його та закохує у себе. Дункан дізнається про це від Мітоса, який, знаючи про небезпечність Крістін, приїхав до Сікувера, щоб попередити Мак-Лауда. Дункан усіма силами намагається переконати Річі не зв'язуватися з Крістін, стверджуючи, що вона психічно нестабільна та спробує вбити Раяна, коли той захоче її полишити. Зрештою так і стається: коли у Крістін з'явилася підозра, що Річі зраджує їй з однією з її моделей, вона нападає на юнака, який рятується, встрибнувши у вікно хмарочосу. Мітос, який з цікавістю дослідника спостерігає за цією драмою, ставить під сумнів здатність Мак-Лауда обезголовити свою колишню коханку. Дункан і Мітос вирушають до Крістін, де стають свідками, як вона намагається отруїти смертну дівчину-модель (Емануель Вож'є), яку нібито кохав Річі. Дункан б'ється з Крістін на дуелі та перемагає її, але не вбиває, наказуючи назавжди зникнути з його життя та життя його друзів. Але несподівано Мітос кидає виклик Крістін і у двобої вбиває її. |            |                         |                         |                   |                                |                   |                         |           |
| 77 | 11×04      | «Поза часом»            | Timeless                | Duane Clark       | Karen Harris                   | 4 лютого 1996     | Буде оголошено          | 95411     |
| Хтось намагається вбити молоду, але всесвітньо відому піаністку Клаудію Жардін, підопічну Мак-Лауда, потенційну Безсмертну. Згодом виявляється, що замахи на Клаудію здійснював старий приятель Дункана, Безсмертний Волтер Грем, який прагне зробити Клаудію Безсмертною, коли та перебуватиме у розквіті свого таланту і тому лишиться геніальною на віки. Дункан, навпаки, проти такого втручання у долю Клаудії, він волів би, щоб дівчина пожила нормальним життям. Втім, Волтеру все ж вдається застрелити Клаудію, після чого та оживає як Безсмертна. Спершу Клаудія в захваті від перспектив, які дає її безсмертя, але згодом з жахом відчуває, що, ставши Безсмертною, втратила свій талант піаністки та звинувачує у цьому Волтера. Мак-Лауд відвозить її до місцевого буддистського монастиря, щоб на святій землі Клаудія мала час обдумати своє майбутнє життя. В цей момент на них нападає Волтер Грем, і Дункан, захищаючи Клаудію, вступає з ним у двобій. Перемігши Волтера, Дункан, однак, не вбиває свого старого друга, а лише змушує присягнутися дати Клаудії спокій. Тим часом Мітос несподівано для себе закохується в смертну, офіціанту бару «У Джо», Алексу, але дізнається від Джо, що вона помирає від смертельної хвороби. Не маючи змоги допомогти дівчині, Мітос вирішує здійснити її давню мрію: влаштувати їй навколосвітню подорож. |            |                         |                         |                   |                                |                   |                         |           |
| 78 | 12×04      | «Бліцкриг»              | The Blitz               | Paolo Barzman     | Morrie Ruvinsky                | 11 лютого 1996    | Буде оголошено          | 95412     |
| У підземному торговельному центрі Сікувера стався жахливий вибух. Вагітна доктор Енн Ліндсі, пробирається всередину будівлі, попри опір поліції, та допомагає постраждалим від вибуху, аж раптом лунає ще один вибух, внаслідок якого завал перекриває вхід до будівлі. Почувши про це по радіо, Дункан Мак-Лауд разом із Річі кидається на допомогу Енн. Залізши у напівзруйновану будівлю, Дункан знаходить її, але від пережитого стресу в Енн починаються передчасні пологи; згодом Енн успішно народжує дитину. Український переклад назви серії не зовсім точний: в оригіналі мається на увазі не весь бліцкриг Третього Рейху, а один з його епізодів — бомбардування Лондона в рамках битві за Британію. Саме до цього часового проміжку відносяться сцени спогадів Мак-Лауда у даній серії. |            |                         |                         |                   |                                |                   |                         |           |
| 79 | 13×04      | «Щось лихе»             | Something Wicked        | Денніс Беррі      | David Tynan                    | 18 лютого 1996    | Буде оголошено          | 95413     |
| До Мак-Лауда в гості їде його старий друг, Безсмертний індіанець, на ім'я Джим Колтек (Байрон Чіф-Мун), шаман давно зниклого племені. Колтек має надзвичайний дар відчувати зло в речах і людях, та вбирати його в себе, захищаючи близьких. По дорозі до Сікувера, він натрапляє на злого Безсмертного-грабіжника і на дуелі перемагає його, забираючи його силу. Проте як згодом виявляється, дар Колтека вбирати в себе зло інших обернувся проти нього: переповнений злом, увібраним від інших злих Безсмертних, переможених ним, Колтек і сам стає злим. Він нападає на Мак-Лауда і Річі, але Дункану вдається скинути його в річку з моста. Ввечері Дункан бачить у теленовинах, що Колтека розшукує поліція за вбивство, відеозапис з місця злочину підтверджує провину Колтека. Дункан прагне з'ясувати, що сталося з його другом і допомогти йому. Існує нічим не підтверджена (але й не спростована) теорія так званого Темного Прискорення, згідно якої під час Прискорення Безсмертний отримує також добро чи зло, що міститься у душі вбитого ним іншого Безсмертного. Вистеживши Колтека, Мак-Лауд у двобої перемагає його та обезголовлює, але під час Прискорення темна сила Колтека переходить до Мак-Лауда, перетворюючи його на свого злого двійника. Дункан нападає на Річі та Доусона, але щось в його душі заважає йому вбити своїх колишніх друзів. В останній сцені серії Мак-Лауд наймається матросом на корабель, що прямує до Європи. Назва серії посилається на цитату з п'єси «Макбет» (сцена 1, акт 4) Вільяма Шекспіра: «В мене пальці засвербіли — щось недобре прилетіло» (англ. «by the pricking of my thumbs, something wicked this way comes»), де під виразом «щось недобре прилетіло» мається на увазі прихід Макбета, який на той момент вже скоїв два вбивства. |            |                         |                         |                   |                                |                   |                         |           |
| 80 | 14×04      | «Порятунок»             | Deliverance             | Денніс Беррі      | David Tynan                    | 25 лютого 1996    | Буде оголошено          | 95414     |
| Все ще перебуваючи під дією Злого Прискорення, Мак-Лауд прибуває до Франції. В момент певного прояснення він телефонує до свого старого знайомого, спеціаліста з психоаналізу, Безсмертного, на ім'я Шон Бернс, щоб попросити його про допомогу. Втім, період прояснення швидко завершується і зло знову поглинає Мак-Лауда. У Франції Дункана зустрічає Мітос, бажаючи допомогти, але дуже скоро пересвідчується, що його друг змінився: Мак-Лауд нападає на Мітоса на святій землі, а пізніше вбиває Шона Бернса. Втікши від Мітоса, Дункан приїздить до Парижа, де його починають переслідувати спогади про його друзів, ймовірно, викликані доброю силою Перетворення, яку Мак-Лауд отримав, відрубавши голову Шону. Збентежений, у розпачі, Мак-Лауд приходить до церкви, де служив його померлий друг Дарій; тут його знаходить Мітос. Він переконує Дункана прийняти допомогу, відвозить його до священного підземного джерела та передає Мак-Лауду фамільний меч його клану. Дункан один спускається у печеру і вступає у води священного джерела; у видінні він б'ється із самим собою, добрий Мак-Лауд проти злого. Зрештою добрий двійник перемагає; отямившись, Дункан відчуває, що знову став собою. В останній сцені серії Мак-Лауд повертається на свою паризьку баржу, де несподівано зустрічає Рейчел Мак-Лауд, його знайому з Гленфіннана, сучасну представницю клану Мак-Лаудів, яка, як виявляється, на прохання Мітоса привезла до Франції меч Мак-Лаудів. |            |                         |                         |                   |                                |                   |                         |           |
| 81 | 15×04      | «Обіцянки»              | Promises                | Paolo Barzman     | Lawrence Shore                 | 2 березня 1996    | Буде оголошено          | 95415     |
| У 1755 році, щоб урятувати життя молодого друга, Мак-Лауд дав обіцянку. У сучасному Парижі Дункан випадково перешкоджає вбивству президента Хамада (Вернон Добчефф), голови однієї з країн Близького Сходу, який прибув до Парижа з офіційним візитом. Охоронцем і помічником Хамада виявляється Безсмертний, на ім'я Касім (Рікко Росс), знайомий Мак-Лауда. Згодом Мак-Лауд дізнається, що саме Касім організував замах на президента, який пригнічує свою країну тиранією. Касім планує звільнити трон для Насіра Аль-Денеба, чиїм предкам, мавританським правителям, він колись служив. Він вимагає, щоб Дункан вбив президента, а коли той відмовляється, нагадує про обіцянку, яку Мак-Лауд дав кількасот років тому. Дункан розривається між бажанням вчиняти правильно та бажанням дотриматися слова. Зрештою Дункан відмовляється дотриматися обіцянки, яку дав Касіму, та намагається владнати все мирним шляхом: він просить у президента Хамада зберегти життя Насіру Аль-Денебу в якості подяки за порятунок життя самого Хамада. Втім, його зусилля марні, Хамад не дотримується свого слова та вбиває Насіра Аль-Денеба; шалений від люті та горя Касім підпалює баржу Дункана та викрадає Рейчел Мак-Лауд, провокуючи Дункана на дуель. У двобої Мак-Лауд перемагає Касіма, але зберігає йому життя. В останній сцені Мак-Лауд пізно ввечері приходить до президента Хамада і нагадує про його обіцянку, після чого викидає Хамада з вікна, як той вчинив із Насіром. |            |                         |                         |                   |                                |                   |                         |           |
| 82 | 16×04      | «Дар Мафусаїла»         | Methuselah's Gift       | Едріан Пол        | Michael O'Mahoney, Sasha Reins | 28 квітня 1996    | Буде оголошено          | 95416     |
| Невідомі смертні полюють за Амандою, намагаючись дістати її талісман, що дістався їй від наставниці, — уламок магічного кристалу, який дарує невразливість. Кілька років тому Безсмертний Лютер намагався зібрати усі уламки кристалу, але його вбив Мак-Лауд. Аманда та Дункан починають розслідування, в результаті якого здогадуються, що за нападами стоять Спостерігачі, які забрали напівзібраний кристал Лютера. Між тим Мітос вивчає легенду про камінь Мафусаїла, який здатний зробити смертну людину безсмертною. Він дізнається, що цим каменем може бути кристал Лютера, тому вночі він вламується до сховища Спостерігачів, щоб забрати реліквію, але зустрічає там Аманду, яка теж прийшла по кристал. Розгнівана Аманда впевнена, що це Мітос стоїть за нападами на неї, але той пояснює, що кристал потрібен не йому, а його коханій, яка помирає від смертельної хвороби. Аманда вирішує допомогти Мітосу, вони разом влаштовують нову спробу пограбування, але на місці злочину їх перехоплює спостерігач — начальник Мітоса/Адама Пірсона, Нейтон Стерн, та його помічник, спостерігач Аманди, Деніел (Джеймі Гарріс). Аманда тікає з кристалом, а Мітоса застрелюють, таким чином викривши його безсмертну сутність. Спостерігачі вирішують не вбивати Мітоса, а обміняти його на кристал. У процесі обміну виявляється, що за всім цим стоїть Деніел, що майстерно удавав боязкого тюхтія, але Мак-Лауд з Амандою підготувалися до несподіванок. У подальшій сутичці гинуть Спостерігач Нейто Стерн, Деніл та більшість його поплічників, Аманді, Дункану і Мітосу вдається вижити, але вони назавжди втрачають кристал, який падає у річку. |            |                         |                         |                   |                                |                   |                         |           |
| 83 | 17×04      | «Безсмертний Чімолі»    | The Immortal Cimoli     | Yves Lafaye       | Scott Peters                   | 5 травня 1996     | Буде оголошено          | 95417     |
| Фокусника-невдаху Денні Чімолі (Кріспін Бонем-Картер) збиває вантажівка, після чого він оживає як Безсмертний. Ошаленілий від нових можливостей, він створює цирковий номер, в якому помирає від кулі та оживає. У цирку його випадково зустрічають Дункан і Аманда. Мак-Лауд намагається розповісти Денні про сутність Безсмертних та правила Гри, але молодий маг не сприймає його серйозно, він мріє про створення низки подібних циркових номерів, завдяки яким він прославиться і перевершить Гаррі Гудіні. Мак-Лауд починає вчити Денні фехтуванню, але той все ще більше уваги приділяє своїм виступам. Дуже скоро, почувши про «Безсмертного Чімолі», по його голову приходить колишній хрестоносець Деймон Кейз (Саймон Кунц). Дункан, переживаючи за «новонародженого» Безсмертного, бере Денні під опіку та сам кидає виклик Кейзу й обезголовлює його. Коли Мак-Лауд приходить до Денні зі звісткою, що його ворог мертвий, Денні хитрістю намагається відтяти голову Мак-Лауду, щоб здобути його силу. Дункан з легкістю уникає небезпеки та йде, лишаючи Денні самого. Незабаром, на гастролях у Лас-Вегасі Денні гине від руки Безсмертного, а Дункан і Аманда на запрошення директора цирку вирушають у турне з номером «Колесо смерті». |            |                         |                         |                   |                                |                   |                         |           |
| 84 | 18×04      | «Крізь тьмяне скло»     | Through a Glass, Darkly | Денніс Беррі      | Alan Swayze                    | 12 травня 1996    | Буде оголошено          | 95418     |
| На святій землі, у підземеллях давнього монастиря Мак-Лауд несподівано зустрічає свого давнього друга та соратника у боротьбі за незалежність Шотландії, Безсмертного, на ім'я Уоррен Кохрейн (Дугрей Скотт), але той чомусь не впізнає Дункана і в паніці тікає від нього. Кохрейна і Дункана затримує поліція. Як виявляється, з пам'яттю Кохрейна щось сталося: він не пам'ятає свого минулого життя, лише окремі уривчасті образи, він забув, що є Безсмертним. Кохрейн живе під ім'ям Уоррена Годдарда, одружений на смертній жінці та пише історичні тексти для путівників. Мак-Лауд вирішує дізнатися, що сталося з його другом, і звертається по допомогу до Мітоса, який як Спостерігач може зібрати більше інформації про життя Уоррена. Мітос зауважує, що амнезія у Безсмертного можлива лише через психічну, а не фізичну травму, тому Уоррен, імовірно, забув щось дуже погане, про що не хоче згадувати. Розслідування Мітоса виявляє, що Уоррен мав учня, молодого Безсмертного, на ім'я Ендрю Доннеллі. Згодом Мак-Лауд дізнається, що Доннелі у затятій суперечці зневажливо говорив про Карла Стюарта (Струан Роджер), ватажка шотландського спротиву у XVIII столітті. Кохрейн, активний борець за незалежність Шотландії та відданий соратник «Красунчика принца Чарлі», не витримав і обезголовив Ендрю. Шок від скоєного затьмарив розум Кохрейна. Згадавши все, він благає Дункана вбити його, але Мак-Лауд стверджує, що Уоррен має жити. Назва серії посилається на слова Апостола Павла (1-ше послання до Коринтян, 13:12): «Отож, тепер бачимо ми ніби у дзеркалі, у загадці, але потім обличчям в обличчя; тепер розумію частинно, а потім пізнаю, як і пізнаний я.» Це означає нечітке, недосконале бачення людиною реальності. |            |                         |                         |                   |                                |                   |                         |           |
| 85 | 19×04      | «Двічі винний»          | Double Jeopardy         | Charles Wilkinson | David Tynan                    | 3 травня 1996     | Буде оголошено          | 95419     |
| У Парижі та околицях проходить низка пограбувань ювелірних магазинів, в усіх випадках застосовувався газ — це схоже на манеру Безсмертного грабіжника Ксав'є Сен-Клода. Агент Рене Делейні, яка раніше вистежувала Сен-Клода в США, приїжджає до Парижа та бере участь у розслідуванні, до якого намагається залучити і Дункана, але той точно знає, що Сен-Клод мертвий — втратив голову у поєдинку із Мак-Лаудом. Пізніше на своїй баржі Дункан відчуває присутність Безсмертного, який стежить за ним. Дункан упізнає незнайомця — це Морган д'Естен (Марк Воррен), Безсмертний та учень Сен-Клода. Тепер д'Естен прагне помститися Мак-Лауду за смерть свого наставника. Дункан так само хоче зупинити Безсмертного, який вбиває смертних, але постійне втручання поліції заважає влаштувати поєдинок. |            |                         |                         |                   |                                |                   |                         |           |
| 86 | 20×04      | «До самої смерті»       | Till Death              | Денніс Беррі      | Michael O'Mahoney, Sasha Reins | 19 травня 1996    | Буде оголошено          | 95420     |
| Безсмертні Джина і Роберт (Джеремі Бруденелл) де Валікури разом вже 300 років. Кожні сто років із дня свого першого весілля, вони знову справляють його в колі своїх друзів і запросили на чергову церемонію Дункана Мак-Лауда. Той вирішує відвідати старих друзів раніше та несподівано стає свідком сімейної сварки. За словами Роберта, вони так сваряться вже останні 60 років, і схоже, що їхнє кохання добігло кінця: Джина вимагає розлучення. Дункан прагне завадити цьому і примирити своїх друзів. Він вигадує хитрий план: невідомий і могутній Безсмертний кине виклик Роберту, і ця смертельна небезпека має відродити романтичні почуття Джини до Роберта. Зіграти роль невідомого Безсмертного Мак-Лауд умовляє Мітоса. На старому заводі змовники влаштовують імітацію поєдинку, свідком якого стає Джина. Спершу все йде за планом: «невідомий Безсмертний» — Мітос — гейбито смертельно ранить Роберта і тікає, Джина зізнається у коханні та просить пробачення у свого чоловіка, проте присягається, що знайде нападника і відрубає йому голову. Джина знаходить Мітоса на баржі Мак-Лауда і викликає його на двобій, проте Мітос встигає їй все пояснити. Джина прощає Мак-Лауда і Мітоса та запрошує їх обох на своє весілля. |            |                         |                         |                   |                                |                   |                         |           |
| 87 | 21×04      | «Судний день»           | Judgment Day            | Gerard Hameline   | David Tynan                    | 26 травня 1996    | Буде оголошено          | 95421     |
| Шеф Спостерігачів, Джек Шапіро, виманює Джо Доусона до Парижа начебто зафіксувати смерть Мак-Лауда. Коли Доусон прибуває до баржі Дункана, він несподівано бачить Мак-Лауда живим і здоровим, у цю саму мить Джо викрадають невідомі. Підозрюючи Товариство Спостерігачів Дункан просить Мітоса допомогти дізнатися, що сталося із Джо. Як виявляється, за останні три роки кількість загиблих Спостерігачів зросла у десятки разів, і в цьому підозрюють Безсмертного або Безсмертних, які дізналися про існування Спостерігачів. Якраз три роки тому Доусон розповів Мак-Лауду про себе і Спостерігачів, тому його схопили, щоб судити за зраду Товариству. Тим часом, Дункан знаходить нову штаб-квартиру Спостерігачів, де утримають Доусона, і за допомогою Мітоса проникає туди, щоб урятувати Джо, проте це вкрай ускладнює ситуацію: Дункан опиняється разом із Джо на лаві підсудних. Мітос під личиною Спостерігача Адама Пірсона намагається захищати своїх друзів, проте його аргументи не справляють великого враження на суд присяжних. Але вбивства Спостерігачів продовжуються, однією з жертв стає син шефа Шапіро, Девід, який змінив Доусона на посаді Спостерігача Мак-Лауда. Засмучений загибеллю сина Джек Шапіро звинувачує у його смерті Доусона та Мак-Лауда, присяжні підтверджують обвинувальний вирок. Після суду, коли Дункана і Джо конвоюють до їхньої кімнати, Мак-Лауду вдається нейтралізувати охоронців, але Джо відмовляється тікати, стверджуючи, що заслуговує на покарання через свою зраду клятви Спостерігача. Вранці має відбутися страта Доусона, проте на місці екзекуції присутніх Спостерігачів і самого Джо розстрілює з автомата Безсмертний, на ім'я Джейкоб Галаті. |            |                         |                         |                   |                                |                   |                         |           |
| 88 | 22×04      | «За хвилину до півночі» | One Minute to Midnight  | Денніс Беррі      | David Tynan                    | 28 вересня 1996   | Буде оголошено          | 95422     |
| Намагаючись врятувати Доусона, Мак-Лауд прибуває на місце запланованої страти і бачить розстріляних Спостерігачів, але Доусон виявляється живим, хоч і важко пораненим. Спостерігачі, очолювані Джеком Шапіро, вважають, що за вбивствами стоїть Дункан Мак-Лауд, якому допомагає Доусон, і починають полювання на них обох. Намагаючись виправдати себе і Доусона, Мак-Лауд починає шукати справжнього вбивцю. За допомогою Мітоса він знаходить нову базу Спостерігачів, біля якої несподівано зустрічає свого давнього знайомого, Джейкоба Галаті, та здогадується, що саме він винен у вбивствах Спостерігачів. Джейкоб розповідає, що Спостерігачі-відступники на чолі з Джеймсом Хортоном вбили його дружину Ірину, також Безсмертну. Галаті переконаний, що місією Спостерігачів є винищення усіх Безсмертних, тому він наніс їм випереджувальний удар. Мак-Лауд намагається переконати свого друга в тому, що справжні Спостерігачі нікого не вбивають і взагалі не втручаються в життя Безсмертних, але засліплений помстою Галаті не вірить Мак-Лауду. Доусон, одужавши, вирішує за будь-яку ціну поговорити з Джеком Шапіро і розповісти правду про вбивцю Спостерігачів; він допомагає їм схопити Джейкоба, вважаючи, що, поговоривши, Галаті та Шапіро зможуть примиритися один з одним, але Спостерігачі обезголовлюють полоненого Джейкоба. Доусон попереджує Шапіро, що Мак-Лауд буде мстити за смерть друга, але голова Спостерігачів не боїться вендети і готовий своєю чергою також вбивати Безсмертних. Дункан справді приходить до Шапіро, і, погрожуючи вбити його, добивається встановлення миру між Безсмертними і Спостерігачами. У фінальній сцені сезону Доусон розповідає Мак-Лауду, що Шапіро виключили з лав Спостерігачів, а його самого відновили на посаді, між Безсмертними і Спостерігачами відновлені мирні стосунки, однак Дункан, у думці звинувачуючи Джо у зраді та смерті Джейкоба Галаті, не прагне більше підтримувати дружбу із Джо. Мітос, шокований і засмучений цим протистоянням Безсмертних і Спостерігачів, виходить з лав Товариства і зникає у невідомому напрямку. Назва серії посилається на так званий Годинник Судного дня, що символізує, наскільки людство наблизилося до глобальної катастрофи. Одна хвилина, що залишилася до півночі, означає максимальну близькість до кінця світу. В англійській мові вираз «one minute to midnight» став означати останній момент перед катастрофою. |            |                         |                         |                   |                                |                   |                         |           |